# Où Est Le Swimming Pool
Où Est Le Swimming Pool est un groupe de synthpop britannique, originaire de Camden, à Londres. Actif pendant un an, le groupe se composait de Charles Haddon (chant), Joe Hutchinson et de Caan Capan. Ils ont sorti trois titres aux sonorités dance massives où les synthétiseurs prennent une place prépondérante.

## Biographie
En 2009, le groupe sort un premier single, Dance the Way I Feel et assure la première partie de La Roux lors de sa tournée anglaise ainsi que d'Example. Leur notoriété va croissante en Grande-Bretagne et le groupe est programmé au prestigieux festival de Glastonbury. 
En 2010, un second single, These New Knights (produit par Trevor Horn), puis un troisième, Jackson's Last Stand, sont les nouveaux extraits de leur album The Golden Year (octobre 2010) dans lequel le groupe y fait une utilisation quasi exclusive des synthétiseurs.
Le 20 août 2010, Charles Haddon, le chanteur du groupe, âgé de 22 ans, met fin à ses jours après sa performance au Pukkelpop Festival (Belgique) en sautant d'un pylône sur le parking des artistes,,,,.

## Discographie

### Album studio
- 2010 : The Golden Year

### Singles
| 2009                                                                       | Dance The Way I Feel | 16 | — | 10 | The Golden Year |
| 2010                                                                       | These New Knights    | —  | — | —  | The Golden Year |
| 2010                                                                       | Jackson's Last Stand | —  | — | —  | The Golden Year |
| « — » montre que le morceau n'a pas été publié, ou n'a atteint les charts. |                      |    |   |    |                 |